# Marmarik
Marmarik là một đô thị thuộc tỉnh Kotayk, Armenia. Dân số ước tính năm 2011 là 876 người.